# Eilema cameola
Eilema cameola là một loài bướm đêm thuộc phân họ Arctiinae, họ Erebidae.